# Giovanni Rava
Giovanni Battista Rava (* 14. September 1874 in Alba; † 14. Juni 1944 in Agliè Canavese) war ein italienischer Kunstmaler.

## Leben
Giovanni kam als erstgeborener Sohn der 19-jährigen Margherita Minassi und des 23-jährigen Carlo Rava zur Welt, die beide aus Magliano Alfieri stammten, wo Giovannis Großvater einen Bauernhof besaß. Ihm folgten Dante, Luigi und als Jüngste Carmela (oder Carmelina). Seine Eltern arbeiteten als Pristinai, also Nudel- und Brotverkäufer.
Nach der Volks- und Technikerschule besuchte Giovanni die Accademia Albertina in Turin, deren Vorkurs er im Juni 1892 mit 24 von 30 Punkten abschloss. Am 21. Juni 1897 erlangte er nach sechs Jahren Studium seinen Abschluss und den Titel „Professor“. Zu seinen Lehrern gehörten Carlo Felice Biscarra (1823–1894), Pier Celestino Gilardi (1837–1905), Giacomo Grosso und Paolo Gaidano (1861–1916). Einer seiner Mitschüler war Oreste Pizio (1879–1938), der wenig später mehrfach hohe Auszeichnungen erhielt und mit Giovanni eine enge Freundschaft pflegte. Giovanni fühlte sich besonders zur Porträtmalerei hingezogen und eröffnete ein eigenes Atelier in Turin. Adaptionen seines Lehrers Grosso sind in seinem Stil unverkennbar. Weiterhin widmete er sich auch der Landschaftsmalerei und auch dem Stillleben.
Reisen führen ihn an die Côte d’Azur und 1921 nach Argentinien. Seine Sujets sind aber auch die Landschaften seiner Heimat, insbesondere die Berge. Entsprechend gehören zu seinen Motiven die Berggipfel des Val Varaita mit dem Pelvo d’Elva, des Canavese, des Ceresole Reale im Herzen des Gran Paradiso, des Matterhorns und des Monte Rosa.
1899 debütierte er mit acht Werken durch die Teilnahme an der 57. Ausstellung der Società Promotrice delle Belle Arti di Torino (Gesellschaft zur Förderung der schönen Künste in Turin). Neben sechs Miniaturen waren die Studie eines Frauenkopfes und ein Porträt in Pastell ausgestellt. In den Folgejahren war er weiterhin auf dieser Ausstellung vertreten, schickte seine Bilder aber auch zu anderen privaten und öffentlichen Institutionen wie beispielsweise 1904 an die Turiner Sektion des Club Alpino Italiano, die eine Ausstellung alpiner Kunst auslobte. Mit zahlreichen anderen Werken dieses Sujets hatte er sich dafür eine Expertise erworben. Bis 1941 nahm er ununterbrochen an den Ausstellungssessionen der Turiner Promotrice delle belle arti di Torino teil.
Durch die Nichteinhaltung des Abkommens von Racconigi führte Italien in Nordafrika Krieg gegen die Türkei. Rava war der einzige akkreditierte Maler, der Kriegsszenen künstlerisch vor Ort aufzeichnen durfte. Es entstanden Schlachtenszenen, exotische Porträts und Kostüme sowie Marktinterieurs. Der Frieden von Ouchy am 18. Oktober 1912 befriedete die Auseinandersetzung zugunsten Italiens. Rava, der inzwischen in sein Heimatland zurückgekehrt war, wurde gebeten, seine Werke im Großen Saal des Quirinalspalast in Rom auszustellen. König Viktor Emanuel III., der bereits seine beiden Gemälde Via maestra ad Alba und Sera in montagna besaß, erwarb daraus nun auch Nell’oasi di Sciara-Sciat (In der Oase von Sciara Sciat). Nach der Schlacht von Sciara Sciat, bei der sich die arabische Bevölkerung gegen die italienische Besetzung erhob, kam es im Oktober 1911 zu Vergeltungsaktionen gegen die angeblichen Verräter, bei denen Tausende von Zivilisten starben. Sie gehörte zu den blutigsten Schauplätzen des Krieges. Von den 50 Skizzen, die in Libyen entstanden waren, wurden 12 in Tricolortechnik koloriert und als Postkartensätze vertrieben. Sie gehörten zur Glorifizierung des Krieges und fanden für zwei Lire breite Aufnahme.
Die Ausstellungen im Quirinalspalast sorgten für internationale Reputation, sodass seine Werke nun auch in Kunstgalerien europäischer Magistralen zu sehen waren.
1926 wurden in Cuneo auf der „Ersten Provinzialausstellung der schönen Künste“ 351 Werke von siebenundfünfzig Künstlern ausgestellt. Diese waren je zur Hälfte eingeladene (29), darunter auch Giovanni Rava, und durch einen Wettbewerb angenommene Künstler (28). Giovanni war mit den folgenden vier Werken vertreten: Pinienwald von Champoluc, Sommer in den Bergen, Markt in Alba und Rotkäppchen.
Anfang der 1930er Jahre kam es zu einem Skandal, als Rava die 24 Jahre jüngere, aus dem Großbürgertum stammende Vittoria Stratta kennen und lieben lernte, sie nackt porträtierte und öffentlich ausstellte. Der „reuelose Junggeselle“ Giovanni (Artericerca) wurde von Vittorias Bruder zur Rede gestellt, was er „in frommer Stille und mit einem Lächeln auf den Lippen“ über sich ergehen ließ, seine Liebste dann aber am 16. Januar 1933 im Alter von 58 Jahren heiratete. Nach dem Tod des Künstlers durch Herzinfarkt am 14. Juni 1944 widmete sich seine Frau seinem Nachlass, der durch Kriegseinwirkung um 50 Werke dezimiert worden war. Das Haus in Turin wurde während des Zweiten Weltkriegs zerstört.

## Werke und Rezeption

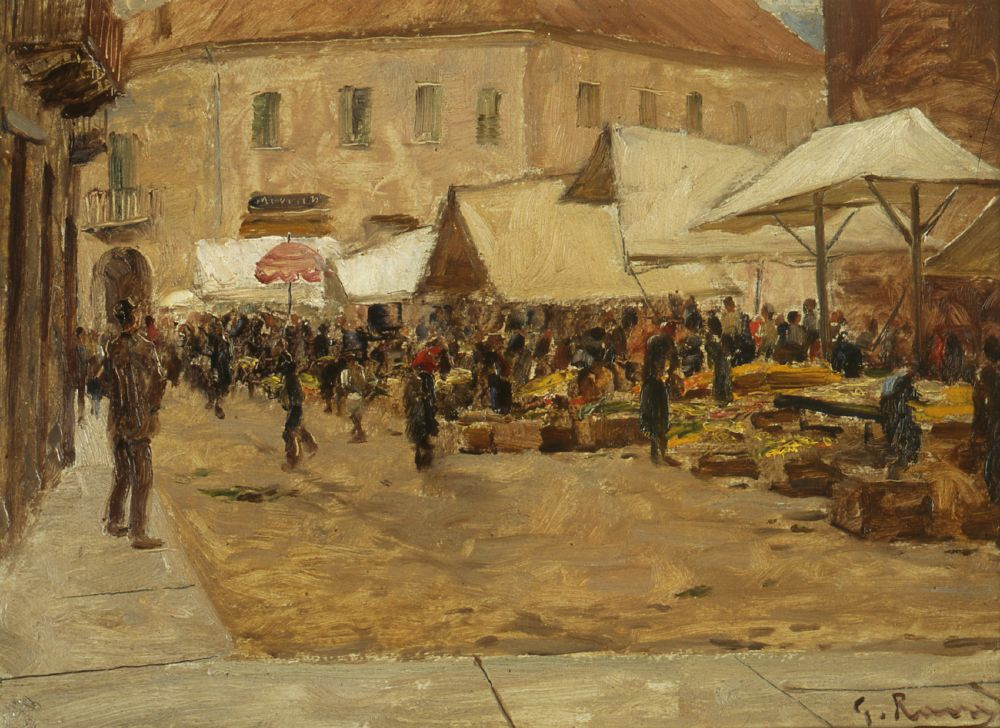
Markt in Alba, 1944

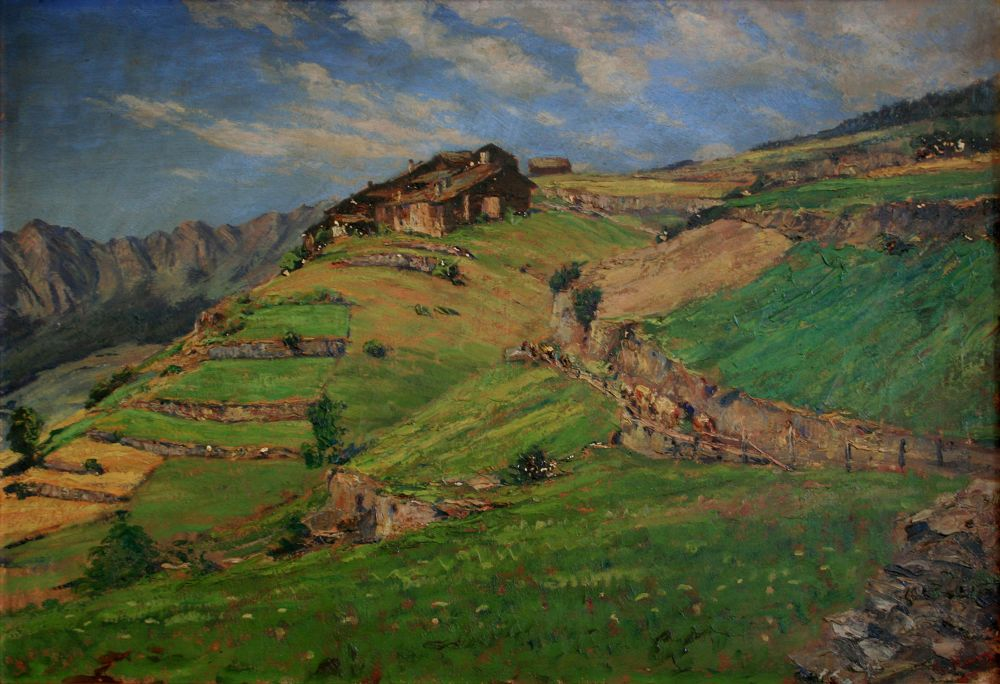
Berg-Terrassen, vor 1944

Ravas umfangreiches Œuvre besteht vorwiegend aus Landschaftsmalerei alpiner oder voralpiner Provenienz, insbesondere aus dem Tal der Varaita, der ligurischen Küste und Nizza. Einige Einzelausstellungen zeugen von seinem zeichnerischen und koloristischen Können. Während seiner Lebzeiten war er öffentlich in Turin, Mailand, Rom, Genua, Florenz, Cagliari, Wien, Düsseldorf, Paris, Nizza, Barcelona und Buenos Aires zu sehen. Rava galt als fröhlich und extrovertiert. Von ihm wird der scherzhafte Satz zitiert: „Maler sind wie Schweine, sie sind nur gut, wenn sie tot sind“. Paul Nicholls, ein profunder Kenner der italienischen Malerei des 19. Jahrhunderts und Mitarbeiter des Mondadori-Verlags in Mailand, schrieb 1997:

“Molti pittori dell'ottocento, sono avvolti nelle pieghe del tempo e dimenticati. Di seicento pittori dell'ottocento si ha una conoscenza discreta, attraverso alcune imprese mirate di vari editori fra i quali spicca la Mondadori. Da un mio recente sondaggio, risultano ben 4/5000 quelli attivi nel periodo e forse solo di una cinquantina è disponibile una monografia aggiornata ed attendibile". Ma la pittura di Giovanni Rava, (artista eclettico e professore colto), non è certo da dimenticare e quella sua "G" dura come la lama di un falcetto che, ne precede il cognome sui diversi supporti, rimarrà suggello indelebile ed incontrovertibile a segnare un periodo ed un modo di fare pittura ormai consegnato alla storia dell'arte. Pittura la Sua, meritevole di ben altre fortune ed al riguardo della quale, qualcuno prima o poi dovrà certamente interrogarsi.”

„Viele Maler des 19. Jahrhunderts sind von den Falten der Zeit umhüllt und vergessen. Von sechshundert Malern des neunzehnten Jahrhunderts haben wir eine diskrete Kenntnis, durch einige gezielte Unternehmungen verschiedener Verlage, unter denen Mondadori hervorsticht. Nach einer kürzlich von mir durchgeführten Untersuchung waren in dieser Zeit vier- bis fünftausend Personen tätig, und nur von etwa fünfzig gibt es eine aktuelle und zuverlässige Monographie. Aber die Malerei von Giovanni Rava (ein vielseitiger Künstler und kultivierter Professor) wird sicherlich nicht in Vergessenheit geraten, und sein "G", hart wie eine Sichelklinge, das seinem Nachnamen auf verschiedenen Trägern vorangestellt ist, wird ein unauslöschliches und unumstößliches Siegel bleiben, das eine Epoche und eine Art der Malerei kennzeichnet, die heute der Kunstgeschichte überlassen wurde. Über seine Malerei, die ein ganz anderes Schicksal verdient hat, wird sich früher oder später sicher jemand Fragen stellen.“